# Автомат (картина Хоппера)
«Автомат» (англ. Automat) — картина американского художника-реалиста Эдварда Хоппера, написанная в 1927 году. Картина впервые была показана в День святого Валентина 1927 года на открытии второй персональной выставки Хоппера в галереях Рена в Нью-Йорке. В апреле она была продана за 1200 долларов. Хранится в Демойнском центре искусств, штат Айова, США.

## Описание
На картине изображена смотрящая на чашку кофе девушка, сидящая в одиночестве в автомате, механизированном кафе, популярном видом кафе в США в то время. На затемненном стекле отражаются одинаковые ряды светильников.
Моделью была жена Хоппера, Джо. Однако, Хоппер изменил её лицо, сделав моложе (в 1927 году Джо было 44 года), и фигуру — у Джо была изящная фигура — в то время как один критик описал фигуру девушки на картине, как «„мальчишескую“ (то есть, плоскогрудую)».
Как часто бывает в картинах Хоппера, материальное положение девушки и её настроение непонятны. Она хорошо одета и носит косметику, что может указывать либо на то, что она едет на работу или с работы на работу, где важен внешний вид, либо на то, что она идет на встречу или с неё.
Девушка сняла только одну перчатку, что может указывать либо на то, что она рассеяна, что она спешит и может остановиться только на мгновение, либо просто на то, что она только что вошла и еще не согрелась. Но последний вариант кажется маловероятным, поскольку на столе перед ее чашкой и блюдцем есть небольшая пустая тарелка, свидетельствующая о том, что она, возможно, съела закуску и уже провела некоторое время в кафе.
Время года — поздняя осень или зима — вытекает из того факта, что женщина тепло одета. Но нельзя понять какое это время суток, так как в это время года дни короткие. Например, возможно, что это время после заката и достаточно рано для встречи с подругой. Или же это может быть поздно ночью, после того как девушка завершила смену на работе. Или, опять же, это может быть рано утром, до восхода, и её рабочая смена вот-вот начнётся.
Каким бы ни было время дня, кафе кажется пустым, и на улице нет никаких признаков активности (или вообще какой-либо жизни), что усиливает чувство одиночества и является причиной того, что картина стала ассоциироваться с концепцией городского одиночества. Один критик заметил, что девушка написана в позе, типичной для меланхоличных картин Хоппера: «глаза девушки опущены, а её мысли обращены внутрь». Другой критик описал её как «смотрящую на свою кофейную чашку, так как если бы это была последняя вещь в мире, которую она в состоянии удержать». В 1995 году журнал Time использовал картину Автомат в качестве иллюстрации для статьи о стрессе и депрессии в 20-м веке.
Искусствовед Иво Кранцфелдер сравнивает предмет этой картины (девушка пьющая кофе в одиночестве в ресторане) с картинами Сливовица Эдуарда Мане и Абсент Эдгара Дега.

## Точка зрения зрителя
Наличие спинки кресла в правом нижнем углу полотна говорит о том, что, возможно, зритель сидит за соседним столом.
В качестве инновационного приёма, Хоппер выделил ноги девушки, сделав их самым ярким цветовым пятном на картине, таким образом «превратив её в объект желания» и «сделав зрителя вуайеристом». По сегодняшним меркам это описание кажется чрезмерно преувеличенным, но в 1927 году публичный показ женских ног был всё еще относительно новым явлением.
Хоппер ярко выделял женские ноги во многих, более поздних, картинах, включая «Купе С, Вагон 293» (1938) и «Вестибюль отеля» (1943). Женский персонаж его картины 1931 года «Парикмахерская» также написан в позе, похожей на позу девушки в Автомате. Но нахождение девушки в ярком, многолюдном месте, в полдень, делает её менее изолированной и уязвимой, и, следовательно, взгляд зрителя кажется менее навязчивым.

## Ресторан
Как отмечает критик Кэрол Тройен, «[только] название, а не какая-либо деталь на картине, определяет ресторан как автомат». Троен продолжает, однако, отмечать ряд особенностей, которые сделали бы ресторан узнаваемым для ньюйоркцев 1920-х годов: «Они были чистыми, эффективными, хорошо освещенными и, как правило, обставлены круглыми  столами из каррарского мрамора и массивными дубовыми стульями как показано на картине. К тому времени, когда Хоппер нарисовал свою картину, автоматы стали продвигаться как безопасные и пристойные места для работающих женщин, чтобы пообедать в одиночестве ». Для жителя Нью-Йорка 1920-х годов интерьер Хоппера был бы мгновенно опознан как автомат. На фотографии автомата, сделанной в 1912 году на Таймс-сквер, изображены все детали стульев и столов с мраморными столешницами, соответствующие работе Хоппера. Однако это не автомат с Таймс-сквер: потолочные светильники в том месте были с большим количеством украшении и деталей, чем те, что на картине.
Автоматы, открытые круглосуточно, были также «оживленными и шумными... Они обслуживали более десяти тысяч клиентов в день». Более того, женщина сидит в наименее благоприятном месте во всем ресторане для занятия самоанализом. Её стол, как замечает Тройен, ближайший к двери, а за ней, с другой стороны, находится лестница, ведущая на нижний этаж ресторана. Даже если бы ресторан был относительно пустым, мимо её стола постоянно кто-нибудь проходил. Таким образом, «тихий, созерцательный вид фигуры», который «не совпадает с энергией города, его темпами и механизированным ритмом»  становится еще более заслуживающим внимания из-за особенно оживленного места, в котором решила посидеть девушка.

## Окно
На картинах Хоппера часто можно увидеть окна, через которые смотрит или зритель или персонажи. В картинах Закат на железной дороге (1929), Полуночники (1942) и Офис в маленьком городе (1953), можно увидеть множество деталей сцены. Но, иногда, Хоппер желает скрыть вид, располагая окно под острым углом к точке обзора зрителя или изображет его занавешенным шторами или жалюзи. Другой любимый метод, используемый, например, в работе Ночное совещание (1949), заключается в использовании яркого света, проникающего наружу под острым углом от солнца или от невидимого уличного фонаря (или другого источника света), чтобы осветить несколько деталей.
Для сравнения, в Автомате, хотя, окно и доминирует в картине, тем не менее, оно «не позволяет ничего увидеть на улице». Полная темнота снаружи — это отступление от обычной техники Хоппера, так и от реальности, поскольку ночная улица Нью-Йорка полна света от автомобилей и уличных фонарей. Эта полная бессодержательность выделяет образы внутри помещения и акцентирует внимание зрителя к девушке.
Как отмечает Марк Стрэнд, «в окне отражаются только два ряда потолочных светильников и ничего более из интерьера автомата». Возможно, Хоппер опустил эти отражения, чтобы не отвлекать внимание зрителя от девушки. Стрэнд, однако, предлагает альтернативную причину отсутствия отражения девушки: 
| « | Картина предлагает несколько идей, но самая очевидная и наиболее резонансная состоит в том, что если то, что отражается в окно — верно, то вся сцена картины это лимб, а сидящая девушка — иллюзия. Это неприятная идея. И если женщина думает о себе в данном контексте, она не может быть счастлива. Но, конечно, она не думает, она — продукт другой воли, иллюзии и выдумки Хоппера. | » |

Фокусирующий эффект пустого окна позади девушки можно увидеть наиболее отчетливо в картине Солнечный свет в кафетерии (1958) , одной из поздних работ Хоппера. На этой картине субъект мужчина и женщина сидят в пустом кафетерий за столами, напоминающими сцену из Автомата. Даже ваза с фруктами на подоконнике в Автомате имеет свою параллель с маленьким горшечным растении на подоконнике в Солнечном свете в кафетерии. Но в Солнечном свете в кафетерии хорошо освещенная улица за пределами большого окна, по-видимому, отвлекает внимание мужчины, так что эти два человека, «кажется, не взаимодействуют в картине». Напротив, в Автомате внимание зрителя полностью занято девушкой.